# Центр современного искусства (Лондондерри)
Центр современного искусства в Лондондерри (англ. Centre for Contemporary Art, CCA Derry/Londonderry) — арт-центр в североирландском городе Лондондерри, открытый в 1992 году; история центра началась с основания галереи «Context Gallery»; специализируется на временных выставках произведений современного искусства, созданного авторами из Северной Ирландии; также демонстрирует ирландской публике работы зарубежных авторов; преимущественно финансируется североирландским фондом «Arts Council of Northern Ireland», но получает средства и от международных организаций; сотрудничает с галереями и музеями в Европе и на Ближнем Востоке.

## История и описание
Центр современного искусства в Лондондерри (Дерри) в 1992 году — центр возник из местной галереи «Context Gallery», располагавшейся в комплексе «The Playhouse». Он видит свою миссию в том, чтобы дать возможность местным зрителям «соприкоснуться с амбициозным, экспериментальным и увлекательным искусством»; кроме того галерея пытается помочь начинающих художников развить свою карьеру. Центр приветствует проекты, связанные с регионом (Северная Ирландия и Республика Ирландия); он активно сотрудничает с местными авторами, но выставляет и международных художников. Так в период с конца октября по начало декабря 2017 года Центр современного искусства провёл в своих залах персональную выставку амстердамского художника Пранеета Соя (род. 1971) «Praneet Soi — Patterns (The Falling Figures and other stories)».
Осенью 2012 года CCA переехал в новое помещение — он открылся в здании, построенном по проекту архитектурного бюро «Michael Carr Architects». В XXI веке галерея пытается развивать международное сотрудничество с институтами, специализирующимися на современном искусстве: являясь благотворительной организацией, она сотрудничает с «Treignac Projet» (Франция), «CIAP Vassivière» (Франция), «Ormston House» (Лимерик), «Uillinn: West Cork Arts Centre» (Корк), IMMA (Дублин), «Temple Bar Gallery + Studios» (Дублин), а также — учреждениями в Люксембурге, Бейруте, Сеуле и Каире. Основным финансовым источником для деятельности галереи являются гранты от фонда «Arts Council of Northern Ireland». За годы своего существования CCA получал средства и поддержку от властей города Дерри и совета района Страбейн (Страбана), а также — от Британского совета, Фонда Мондриана (Mondriaan Fund), компании «Caldwell & Robinson Solicitors», фонда « Esmée Fairbairn Foundation» и «The Art Fund» (National Art Collections Fund).